# NGC 4484
NGC 4484 је спирална галаксија у сазвежђу Девица која се налази на NGC листи објеката дубоког неба.
Деклинација објекта је - 11° 39' 6" а ректасцензија 12h 28m 52,7s. Привидна величина (магнитуда) објекта NGC 4484 износи 13,6 а фотографска магнитуда 14,3. NGC 4484 је још познат и под ознакама MCG -2-32-13, IRAS 12262-1122, PGC 41087.